# Brama Zwierzyniecka
Brama Zwierzyniecka – zabytek w stylu neogotyckim z 2 poł. XIX wieku, znajdujący się w województwie małopolskim, w powiecie krakowskim, w gminie Krzeszowice, w Tenczynku. Obiekt został wpisany do rejestru zabytków nieruchomych Wojewódzkiego Urzędu Ochrony Zabytków w Krakowie.

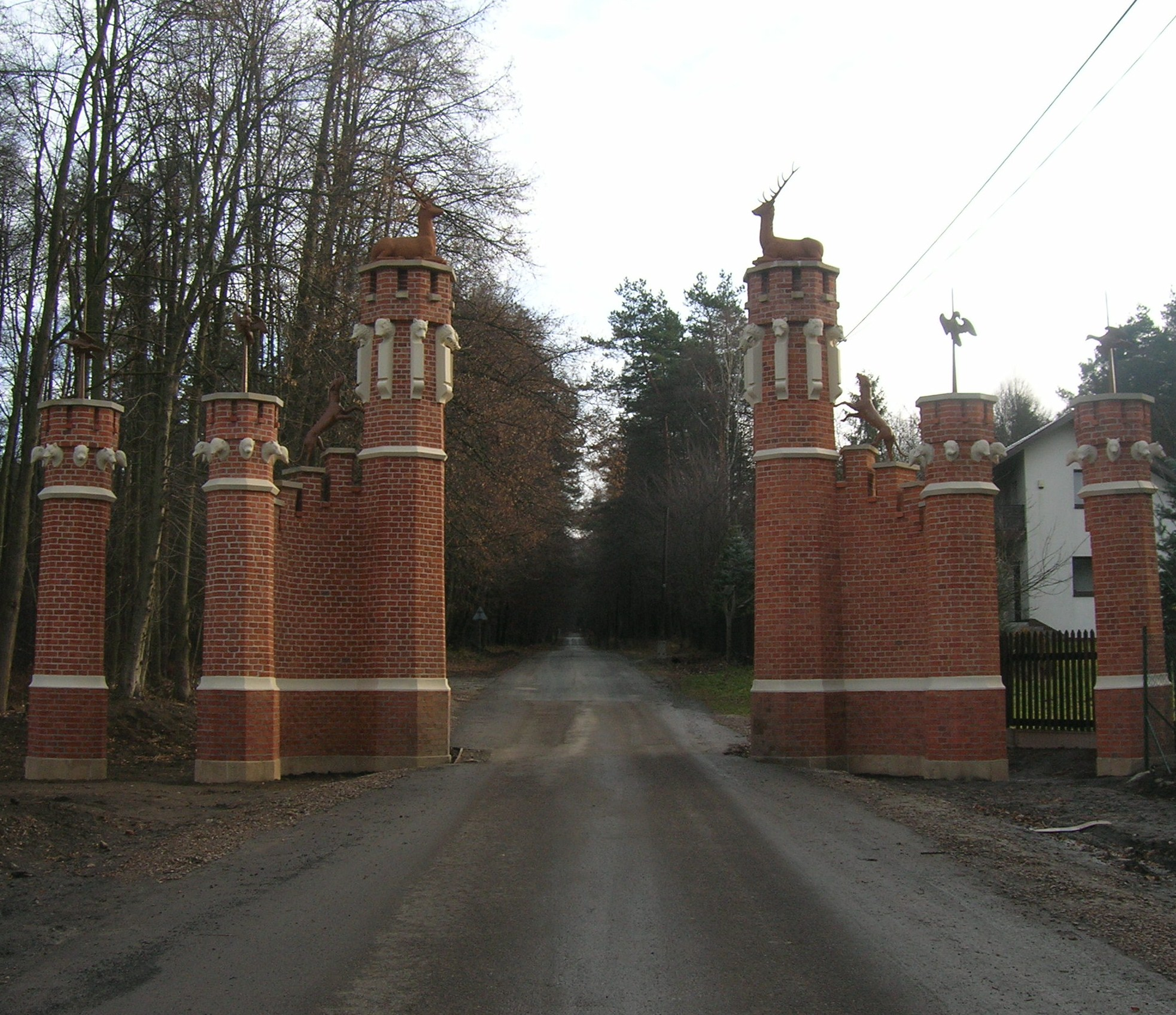
Brama Zwierzyniecka – widok od strony północnej

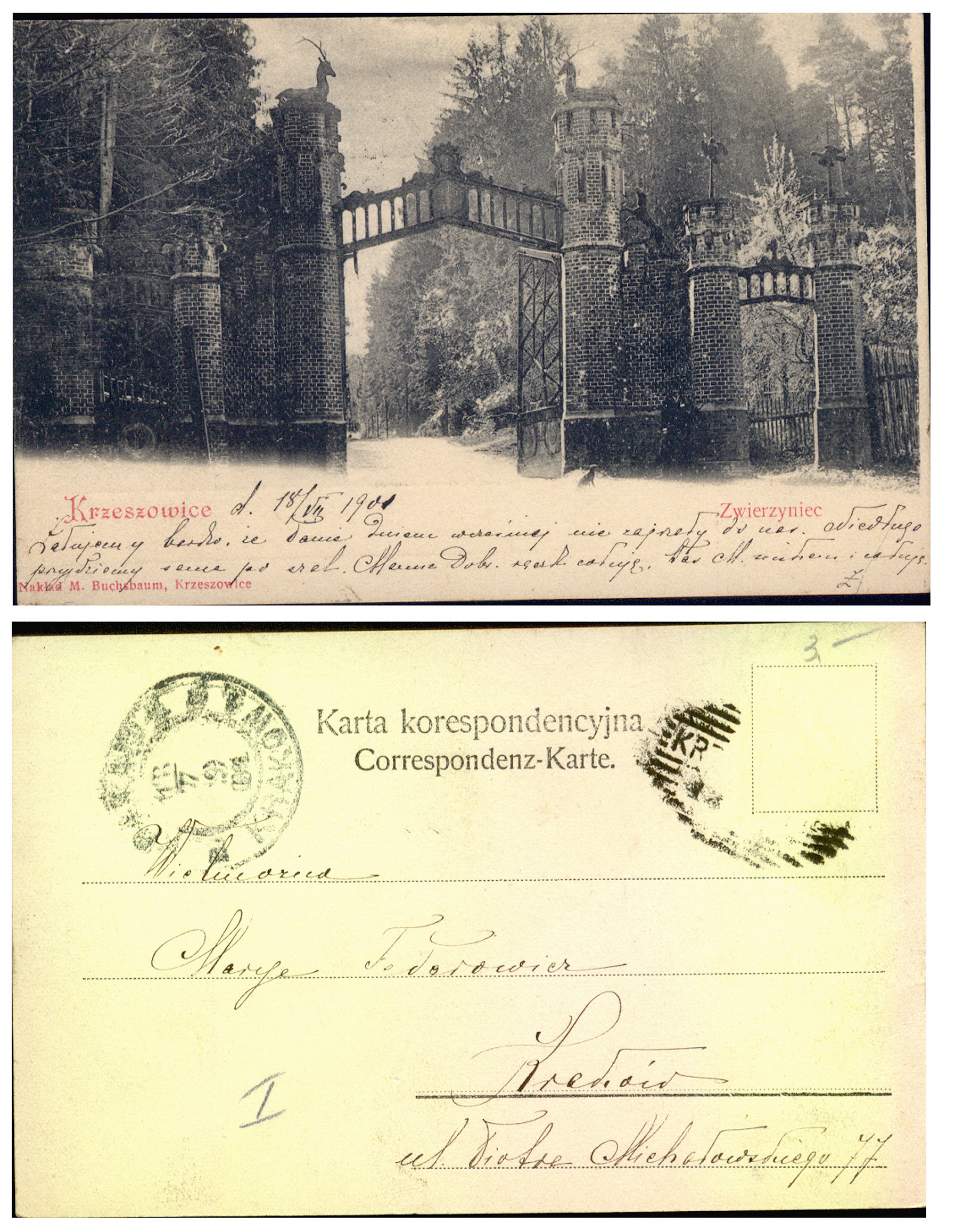
Brama na karcie pocztowej z 1900

Jest to brama wjazdowa do Zwierzyńca znajdującego się w Lesie Zwierzyniec należącego do zamku Tenczyn – ostatnia z czterech – która dotąd przetrwała. Znajduje się na skraju lasu pomiędzy willą Eliza a leśniczówką Tenczynek Nadleśnictwa Krzeszowice, w Rzeczkach – najbardziej na wschód wysuniętej części Tenczynka, przy drodze powiatowej 2121K do kamieniołomu Niedźwiedzia Góra i dawnej Kopalni Krystyna. Ma ona charakter ozdobny (obecnie bez skrzydeł bramy), po obu stronach drogi stoją wysokie ceglane wieże (filary) z sokołami i chartami. Brama składa się z sześciu ceglanych filarów. Dwa środkowe otaczały główną bramę, wieńczyły je rzeźby przedstawiające jelenie, natomiast w górnej ich części ozdobione zostały głowami zwierząt. Nad bramą główną znajdowała się odlana w żeliwie ażurowa rama zwieńczona herbem rodu Potockich z pobliskich Krzeszowic – jej właścicieli. Pomiędzy parami symetrycznych niższych filarów znajdowały się mniejsze bramy boczne. Natomiast filary poboczne połączone z głównymi zwieńczone zostały postaciami chartów skierowanymi w stronę figur jeleni.
W latach 2011–2012 brama poddana została renowacji.